# Liga Mexicana del Pacífico 2014-15
La Temporada 2014-15 de la Liga Mexicana del Pacífico fue la 57.ª edición, llevó el nombre Banorte y comenzó el día 10 de octubre de 2014. Esta edición contó con el retorno al béisbol profesional de Charros de Jalisco, que entró en lugar de Algodoneros de Guasave.
La temporada comenzó el día 10 de octubre de 2014 con la visita de los Águilas de Mexicali a los Charros de Jalisco. El resto de los juegos inaugurales fueron: Navojoa en Hermosillo, Ciudad Obregón en Los Mochis y Culiacán en Mazatlán.
La primera mitad terminó el 20 de noviembre, la segunda mitad terminó el 30 de diciembre de 2014. La temporada finalizó el 26 de enero de 2015 en el Estadio General Ángel Flores. 
Al término de la campaña 2014-2015, se aumentó la asistencia en un 22% con respecto a la del 2013-2014, tan solo en temporada regular la LMP contó con una asistencia de 2,194,499 aficionados, lo cual refleja un promedio de 8,068 aficionados por juego en cada estadio. Al finalizar los playoffs, semifinal y serie final se contó con una asistencia total de 2,660,182 aficionados, lo cual muestra una asistencia de 465,683 a los playoffs, semifinal y final, arrojando un promedio de 13,305 asistentes por juego en cada estadio. 
Los Tomateros de Culiacán se coronaron campeones al superar 4-1 a los Charros de Jalisco en la serie por el título. El juego final se disputó el 26 de enero en el Estadio General Ángel Flores de Culiacán, Sinaloa.
La Serie Final por el título de la LMP, fue transmitida por televisión en vivo y en exclusiva por ESPN2, TVC Deportes y por la plataforma LMPiTV, además de la transmisión por radio a cargo de Grupo ACIR.[cita requerida]

## Sistema de competencia

### Temporada regular
La temporada regular se divide en dos mitades, para totalizar 68 partidos para cada uno de los 8 equipos. 
La primera mitad está integrada de 35 juegos y la segunda de 33 juegos para cada club. Al término de cada mitad, se asigna a cada equipo una puntuación conforme a la posición que ocuparon en el standing, bajo el siguiente esquema:
- Primera posición: 8 puntos
- Segunda: 7 puntos
- Tercera: 6 puntos
- Cuarta: 5 puntos
- Quinta: 4,5 puntos
- Sexta: 4 puntos
- Séptima: 3,5 puntos
- Octava: 3 puntos

- Al concluir la segunda vuelta, se realiza un "Standing General de Puntos" y califican a la postemporada los 6 equipos que hayan sumados más puntos considerando las dos mitades. Simultáneamente se estructura el "Standing General de Juegos Ganados y Perdidos".

### Postemporada
Definidos los 6 equipos calificados para los playoffs, se integra un standing general con base en los puntos obtenidos, de tal forma que las series se arman enfrentando al equipo 1 contra el 6, el 2 vs el 5 y el 3 vs el 4. Los equipos 1, 2 y 3 serán locales en la primera fase denominada “Repesca”
Las series de playoff serán a ganar 4 de 7 juegos posibles, bajo el esquema 2-3-2, es decir, dos juegos en la primera plaza, tres en la segunda y si es necesario, dos partidos más en la primera plaza.
Para integrar las series semifinales, se agregará a los tres ganadores un cuatro equipo “comodín” o “mejor perdedor”, el cual será definido aplicando tres criterios:
1) Mayor número de juegos ganados en la serie de “repesca”
2) Mayor promedio de “Run Average”
3) Mejor posición en el standing General de Ganados y Perdidos, considerando las dos mitades.

### Semifinales
Las series semifinales se armarán conforme al Standing General, General de Ganados y Perdidos, considerando las dos mitades. Al equipo calificado como “mejor perdedor” le corresponderá el número 4 y deberá enfrentar al equipo 1 en calidad de visitante.
En caso de que bajo este esquema se debieran enfrentar dos equipos que ya lo hicieron en la primera serie de playoffs, el equipo “comodín” deberá enfrentar al mejor ubicado de los otros dos equipos.

### Final
La serie final sería protagonizada por los equipos ganadores de las dos series semifinales, iniciándose la serie en casa del mejor clasificado del Standing General de ganados y perdidos.

## Equipos participantes
| Liga Mexicana del Pacífico 2014-15 |           |                          |                           |                          |           |
| Equipo                             | Fundación | Mánager                  | Ciudad                    | Estadio                  | Capacidad |
| Águilas de Mexicali                | 1948      | Juan Gabriel Castro      | Mexicali, Baja California | B'Air                    | 17,000    |
| Cañeros de Los Mochis              | 1947      | Juan Francisco Rodríguez | Los Mochis, Sinaloa       | Emilio Ibarra Almada     | 11,000    |
| Charros de Jalisco                 | 1946      | Juan Navarrete           | Guadalajara, Jalisco      | Panamericano             | 11,562    |
| Mayos de Navojoa                   | 1950      | Lorenzo Bundy            | Navojoa, Sonora           | Manuel Ciclón Echeverría | 11,500    |
| Naranjeros de Hermosillo           | 1944      | Derek Bryant             | Hermosillo, Sonora        | Sonora                   | 16,000    |
| Tomateros de Culiacán              | 1965      | Benjamín Gil             | Culiacán, Sinaloa         | General Ángel Flores     | 16,000    |
| Venados de Mazatlán                | 1945      | Miguel Ojeda             | Mazatlán, Sinaloa         | Teodoro Mariscal         | 15,000    |
| Yaquis de Ciudad Obregón           | 1947      | Eddie Díaz               | Ciudad Obregón, Sonora    | Tomás Oroz Gaytán        | 13,000    |

## Standings

### Primera vuelta
| Equipos                  | JJ | JG | JP | JE | PCT  | JV   | PTS |
| ------------------------ | -- | -- | -- | -- | ---- | ---- | --- |
| Yaquis de Ciudad Obregón | 35 | 21 | 13 | 1  | .618 | -    | 8.0 |
| Charros de Jalisco       | 35 | 21 | 14 | -  | .600 | 0.5  | 7.0 |
| Águilas de Mexicali      | 35 | 19 | 16 | -  | .543 | 2.5  | 6.0 |
| Tomateros de Culiacán    | 35 | 19 | 16 | -  | .543 | 2.5  | 5.0 |
| Cañeros de Los Mochis    | 35 | 19 | 16 | -  | .543 | 2.5  | 4.5 |
| Venados de Mazatlán      | 35 | 16 | 18 | 1  | .471 | 5.0  | 4.0 |
| Naranjeros de Hermosillo | 35 | 13 | 22 | -  | .371 | 8.5  | 3.5 |
| Mayos de Navojoa         | 35 | 11 | 24 | -  | .314 | 10.5 | 3.0 |

- Actualizado el 20 de noviembre de 2014.[6]

### Segunda vuelta
| Equipos                  | JJ | JG | JP | JE | JV   | PCT | PTS |
| ------------------------ | -- | -- | -- | -- | ---- | --- | --- |
| Charros de Jalisco       | 33 | 21 | 12 | -  | .636 | -   | 8.0 |
| Tomateros de Culiacán    | 33 | 19 | 14 | -  | .576 | 2.0 | 7.0 |
| Águilas de Mexicali      | 33 | 18 | 15 | -  | .545 | 3.0 | 6.0 |
| Cañeros de Los Mochis    | 33 | 15 | 18 | -  | .455 | 6.0 | 5.0 |
| Mayos de Navojoa         | 33 | 15 | 18 | -  | .455 | 6.0 | 4.5 |
| Naranjeros de Hermosillo | 33 | 15 | 18 | -  | .455 | 6.0 | 4.0 |
| Venados de Mazatlán      | 33 | 15 | 18 | -  | .455 | 6.0 | 3.5 |
| Yaquis de Ciudad Obregón | 33 | 14 | 19 | -  | .424 | 7.0 | 3.0 |

- Actualizado el 30 de diciembre de 2014.[7]

### Standings General
| Equipos                  | JJ | JG | JP | JE | PCT  | JV   |
| ------------------------ | -- | -- | -- | -- | ---- | ---- |
| Charros de Jalisco       | 68 | 42 | 26 | -  | .618 | -    |
| Tomateros de Culiacán    | 68 | 38 | 30 | -  | .559 | 4.0  |
| Águilas de Mexicali      | 68 | 37 | 31 | -  | .544 | 5.0  |
| Yaquis de Ciudad Obregón | 68 | 35 | 32 | 1  | .522 | 6.5  |
| Cañeros de Los Mochis    | 68 | 34 | 34 | -  | .500 | 8.0  |
| Venados de Mazatlán      | 68 | 31 | 36 | 1  | .463 | 10.5 |
| Naranjeros de Hermosillo | 68 | 28 | 40 | -  | .412 | 14.0 |
| Mayos de Navojoa         | 68 | 26 | 42 | -  | .382 | 16.0 |

### Puntos
| Equipos                  | 1V  | 2V  | TOTAL |
| ------------------------ | --- | --- | ----- |
| Charros de Jalisco       | 7.0 | 8.0 | 15.0  |
| Tomateros de Culiacán    | 5.0 | 7.0 | 12.0  |
| Águilas de Mexicali      | 6.0 | 6.0 | 12.0  |
| Yaquis de Ciudad Obregón | 8.0 | 3.0 | 11.0  |
| Cañeros de Los Mochis    | 4.5 | 5.0 | 9.5   |
| Venados de Mazatlán      | 4.0 | 3.5 | 7.5   |
| Naranjeros de Hermosillo | 3.5 | 4.0 | 7.5   |
| Mayos de Navojoa         | 3.0 | 4.5 | 7.5   |

| Avanza a los playoffs |

Nota 1: En empate entre Culiacán y Mexicali se definió por el criterio de mejor porcentaje de ganados y perdidos.
Nota 2: En empate entre Mazatlán, Hermosillo y Navojoa se definió por el criterio de mejor porcentaje de ganados y perdidos.

## Playoffs
|  | Primer Play Off | Primer Play Off | Primer Play Off |          |          | Semifinales | Semifinales | Semifinales |  |          | Final    | Final | Final |  |
|  |                 |                 |                 |          |          |             |             |             |  |          |          |       |       |  |
|  |                 |                 |                 |          |          |             |             |             |  |          |          |       |       |  |
|  | Ciudad Obregón  | Ciudad Obregón  | 3               |          |          |             |             |             |  |          |          |       |       |  |
|  | Ciudad Obregón  | Ciudad Obregón  | 3               |          |          |             |             |             |  |          |          |       |       |  |
|  | Mexicali        | Mexicali        | 4               |          |          |             |             |             |  |          |          |       |       |  |
|  | Mexicali        | Mexicali        | 4               |          | Mexicali | Mexicali    | 3           |             |  |          |          |       |       |  |
|  |                 |                 |                 |          | Mexicali | Mexicali    | 3           |             |  |          |          |       |       |  |
|  |                 |                 | Culiacán        | Culiacán | 4        |             |             |             |  |          |          |       |       |  |
|  | Los Mochis      | Los Mochis      | Culiacán        | Culiacán | 4        | 2           |             |             |  |          |          |       |       |  |
|  | Los Mochis      | Los Mochis      |                 |          |          |             |             |             |  |          |          |       |       |  |
|  | Culiacán        | Culiacán        | 4               |          |          |             |             |             |  |          |          |       |       |  |
|  | Culiacán        | Culiacán        | 4               |          |          |             |             |             |  | Culiacán | Culiacán | 4     |       |  |
|  |                 |                 |                 |          |          |             |             |             |  | Culiacán | Culiacán | 4     |       |  |
|  |                 |                 | Jalisco         | Jalisco  | 1        |             |             |             |  |          |          |       |       |  |
|  |                 |                 | Jalisco         | Jalisco  | 1        |             |             |             |  |          |          |       |       |  |
|  |                 |                 |                 |          |          |             |             |             |  |          |          |       |       |  |
|  |                 |                 |                 |          |          |             |             |             |  |          |          |       |       |  |
|  |                 | Ciudad Obregón  | Ciudad Obregón  | 2        |          |             |             |             |  |          |          |       |       |  |
|  |                 |                 |                 | 2        |          |             |             |             |  |          |          |       |       |  |
|  |                 |                 | Jalisco         | Jalisco  | 4        |             |             |             |  |          |          |       |       |  |
|  | Mazatlán        | Mazatlán        | Jalisco         | Jalisco  | 4        | 0           |             |             |  |          |          |       |       |  |
|  | Mazatlán        | Mazatlán        |                 |          |          |             |             |             |  |          |          |       |       |  |
|  | Jalisco         | Jalisco         | 4               |          |          |             |             |             |  |          |          |       |       |  |
|  | Jalisco         | Jalisco         | 4               |          |          |             |             |             |  |          |          |       |       |  |
|  |                 |                 |                 |          |          |             |             |             |  |          |          |       |       |  |

### Primer Play Off
| Equipos                  | JJ | JG | JP | JV  | PCT   |
| ------------------------ | -- | -- | -- | --- | ----- |
| Charros de Jalisco       | 4  | 4  | 0  | -   | 1.000 |
| Tomateros de Culiacán    | 6  | 4  | 2  | -   | .667  |
| Águilas de Mexicali      | 7  | 4  | 3  | -   | .571  |
| Yaquis de Ciudad Obregón | 7  | 3  | 4  | 1.0 | .429  |
| Cañeros de Los Mochis    | 6  | 2  | 4  | 2.0 | .333  |
| Venados de Mazatlán      | 4  | 0  | 4  | 4.0 | .000  |

| Avanza a semifinales |

| Avanza como comodín |

### Semifinales
| Equipos                  | JJ | JG | JP | JV  | PCT  |
| ------------------------ | -- | -- | -- | --- | ---- |
| Charros de Jalisco       | 6  | 4  | 2  | -   | .667 |
| Tomateros de Culiacán    | 7  | 4  | 3  | -   | .571 |
| Águilas de Mexicali      | 7  | 3  | 4  | 1.0 | .429 |
| Yaquis de Ciudad Obregón | 6  | 2  | 4  | 2.0 | .333 |

| Avanza a la Final |

### Final
| Equipos               | JJ | JG | JP | JV  | PCT  |
| --------------------- | -- | -- | -- | --- | ---- |
| Tomateros de Culiacán | 5  | 4  | 1  | -   | .800 |
| Charros de Jalisco    | 5  | 1  | 4  | 3.0 | .200 |

| Campeón |

## Cuadro de Honor
| Equipos                  | Posición   |
| ------------------------ | ---------- |
| Tomateros de Culiacán    | Campeón    |
| Charros de Jalisco       | Subcampeón |
| Águilas de Mexicali      | 3° Lugar   |
| Yaquis de Ciudad Obregón | 4° Lugar   |
| Cañeros de Los Mochis    | 5° Lugar   |
| Venados de Mazatlán      | 6° Lugar   |
| Naranjeros de Hermosillo | 7° Lugar   |
| Mayos de Navojoa         | 8° Lugar   |

## Líderes
A continuación se muestran los lideratos tanto individuales como colectivos de los diferentes departamentos de bateo y de pitcheo.

### Bateo
| Categoría               | Individual                                | Marca | Colectivo             | Marca |
| ----------------------- | ----------------------------------------- | ----- | --------------------- | ----- |
| Porcentaje              | Gil Velázquez (MXL)                       | .344  | Charros de Jalisco    | .277  |
| Carreras Producidas     | Japhet Amador (JAL)                       | 54    | Charros de Jalisco    | 324   |
| Home Runs               | Japhet Amador (JAL) Carlos Valencia (OBR) | 13    | Mayos de Navojoa      | 62    |
| Carreras Anotadas       | Leo Heras (JAL)                           | 49    | Charros de Jalisco    | 353   |
| Hits                    | José Manuel Rodríguez (JAL)               | 93    | Charros de Jalisco    | 635   |
| Dobles                  | Olmo Rosario (MZT)                        | 25    | Charros de Jalisco    | 123   |
| Triples                 | Walter Ibarra (MXL)                       | 5     | Águilas de Mexicali   | 14    |
| Bases Robadas           | Rico Noel (CUL)                           | 28    | Tomateros de Culiacán | 90    |
| Slugging                | José Manuel Rodríguez (JAL)               | .535  | Charros de Jalisco    | .418  |
| Porcentaje de Embasarse | Leo Heras (JAL)                           | .429  | Charros de Jalisco    | .351  |

### Pitcheo
| Categoría             | Individual                              | Marca | Colectivo                                 | Marca |
| --------------------- | --------------------------------------- | ----- | ----------------------------------------- | ----- |
| Efectividad           | Eddie Gamboa (NAV)                      | 1.83  | Águilas de Mexicali                       | 3.09  |
| Juegos Ganados        | Amílcar Gaxiola (MZT)                   | 9     | Charros de Jalisco                        | 42    |
| Porcentaje de Ganados | Amílcar Gaxiola (MZT)                   | .900  | Charros de Jalisco                        | .618  |
| Ponches               | Juan Pablo Oramas (HMO)                 | 78    | Tomateros de Culiacán                     | 521   |
| Juegos Salvados       | Jonathan Arias (OBR)                    | 19    | Yaquis de Ciudad Obregón                  | 22    |
| Juegos Lanzados       | Matías Carrillo Jr. (OBR)               | 45    |                                           |       |
| Innings Lanzados      | Walter Silva (MZT)                      | 88.2  | Águilas de Mexicali                       | 610.2 |
| Juegos Completos      | Amílcar Gaxiola (MZT) Tomás Solís (MOC) | 1     | Venados de Mazatlán Cañeros de Los Mochis | 1     |
| Blanqueadas           | Amílcar Gaxiola (MZT)                   | 1     | Tomateros de Culiacán                     | 7     |

## Designaciones
| Designación                           | Trofeo             | Ganador                       | Equipo                                      |
| ------------------------------------- | ------------------ | ----------------------------- | ------------------------------------------- |
| Jugador Más Valioso                   | Héctor Espino      | José Manuel Rodríguez         | Charros de Jalisco                          |
| Pitcher del Año                       | Vicente Romo       | Amílcar Gaxiola               | Venados de Mazatlán                         |
| Relevista del Año                     | Isidro Márquez     | Brian Broderick               | Charros de Jalisco                          |
| Novato del año                        | Baldomero Almada   | Amílcar Gaxiola               | Venados de Mazatlán                         |
| Mánager del Año                       | Benjamín Reyes     | Juan Navarrete                | Charros de Jalisco                          |
| Mánager Campeón                       | Francisco Estrada  | Benjamín Gil                  | Tomateros de Culiacán                       |
| Jugador más Valioso de la Serie Final |                    | Anthony Vásquez               | Tomateros de Culiacán (Como refuerzo)       |
| Campeón de Bateo                      | Matías Carrillo    | Gil Velázquez                 | Águilas de Mexicali                         |
| Campeón de Pitcheo                    |                    | Eddie Gamboa                  | Mayos de Navojoa                            |
| Campeón de Cuadrangulares             | Ronnie Camacho     | Japhet Amador Carlos Valencia | Charros de Jalisco Yaquis de Ciudad Obregón |
| Ejecutivo del año                     | Horacio López Díaz | Juan Manuel Ley               | Tomateros de Culiacán                       |
| Gerente del año                       | Abundio Vargas     | Ray Padilla                   | Tomateros de Culiacán                       |

## Guantes de Oro
A continuación se muestran a los ganadores de los Guantes de Oro de la temporada.
| Posición | Jugador                 | Equipo                   |
| 1B       | Jesús Castillo          | Venados de Mazatlán      |
| 2B       | Carlos Alberto Gastélum | Naranjeros de Hermosillo |
| 3B       | Rodolfo Amador          | Cañeros de Los Mochis    |
| SS       | Issmael Salas           | Tomateros de Culiacán    |
| OF       | Jerry Owens             | Naranjeros de Hermosillo |
| OF       | Justin Christian        | Cañeros de Los Mochis    |
| OF       | Eduardo Arredondo       | Charros de Jalisco       |
| C        | Said Gutiérrez          | Yaquis de Ciudad Obregón |
| P        | Jonathan Castellanos    | Cañeros de Los Mochis    |

## Datos sobresalientes
- Regresa Charros de Jalisco a la Liga Mexicana del Pacífico.
- Amílcar Gaxiola lanza un juego sin hit ni carrera con Venados de Mazatlán en contra de Naranjeros de Hermosillo, siendo el número 47 de la historia de la LMP.[22]
- Tomateros de Culiacán logra un juego sin hit ni carrera combinado por Francisco Campos, Salvador Valdez y Oscar Villareal, logrado en contra de Águilas de Mexicali, siendo el número 48 de la historia de la LMP.[23]
- El Estadio General Ángel Flores cerró sus puertas para siempre y dar paso a un nuevo estadio más grande y moderno.[24]